# أندرياس كاتسولاس
أندرياس كاتسولاس (بالإنجليزية: Andreas Katsulas)‏ هو ممثل أمريكي، ولد في 18 مايو 1946 بسانت لويس في الولايات المتحدة، وتوفي في 13 فبراير 2006 بلوس أنجلوس في الولايات المتحدة بسبب سرطان الرئة.

## أعمال

### أفلام
- (1993) الهارب[5][6]
- (1996) قرار إداري[7]
- (1998) مافيا!

### مسلسلات
- الجيل التالي

## وصلات خارجية
- أندرياس كاتسولاس على موقع IMDb (الإنجليزية)
- أندرياس كاتسولاس على موقع ألو سيني (الفرنسية)
- أندرياس كاتسولاس على موقع ميوزك برينز (الإنجليزية)
- أندرياس كاتسولاس على موقع أول موفي (الإنجليزية)
- أندرياس كاتسولاس على موقع قاعدة بيانات برودواي على الإنترنت (الإنجليزية)
- أندرياس كاتسولاس على موقع قاعدة بيانات الأفلام السويدية (السويدية)
- أندرياس كاتسولاس على موقع إن إن دي بي (الإنجليزية)
- أندرياس كاتسولاس على موقع ديسكوغز (الإنجليزية)
- أندرياس كاتسولاس على موقع قاعدة بيانات الفيلم (الإنجليزية)
- أندرياس كاتسولاس على موقع كينوبويسك (الروسية)